# Katja Kylmäaho
Katja Kylmäaho (* 21. April 1994 in Oulunsalo) ist eine finnische Volleyballspielerin.

## Karriere
Kylmäaho spielte von 2013 bis 2017 beim finnischen Erstligisten HPK Naiset, mit dem sie 2016 die finnische Meisterschaft gewann. In der Saison 2017/18 spielte die Zuspielerin beim deutschen Bundesligisten USC Münster. Danach wechselte sie in die Schweiz zu Volley Lugano.
Kylmäaho spielt seit 2013 auch in der finnischen Nationalmannschaft.